# Paul Hughes (zawodnik MMA)
Paul Hughes (ur. 27 marca 1997 w Sydney) – północnoirlandzki zawodnik mieszanych sztuk walki (MMA) walczący w kategorii piórkowej oraz lekkiej. Aktualnie zawodnik amerykańskiej organizacji PFL. Były mistrz Cage Warriors w wadze piórkowej.

## Życiorys
Hughes urodził się 27 marca 1997 roku w Sydney, w Australii, a dorastał w hrabstwie Londonderry, w Irlandii Północnej, gdzie początkowo uprawiał takie sporty jak futbol gaelicki i hurling, zanim przeszedł do MMA. Jego profesjonalna kariera w MMA rozpoczęła się w 2017 roku, kiedy zadebiutował na BAMMA 28 i wygrał w 92 sekundy.

## Kariera MMA

### Wczesna kariera
Hughes po raz pierwszy zwrócił na siebie uwagę na europejskiej scenie MMA w organizacji Cage Warriors, gdzie zdobył tymczasowe mistrzostwo wagi piórkowej, pokonując Morgana Charrière'a przez decyzję większościową na Cage Warriors 128. Później stał się pełnoprawnym mistrzem, wygrywając rewanż z Jordanem Vucenicem przez jednogłośną decyzję na Cage Warriors 145. W tej walce udanie zrewanżował się Vucenicowi za jedyną porażkę w karierze, którą poniósł w 2020 roku w wyniku niejednogłośnej decyzji. Hughes był pierwszym irlandzkim zawodnikiem od czasów Conora McGregora, który został mistrzem wagi piórkowej Cage Warriors. Po zwycięstwie przez nokaut w pierwszej rundzie nad Fabiano Silvą na Cage Warriors 170, Hughes opuścił organizację i został wolnym agentem. Ostatecznie podpisał kontrakt z Professional Fighters League (PFL).

### Bellator i PFL
Hughes zadebiutował w amerykańskiej organizacji, pokonując Bobby'ego Kinga przez techniczny nokaut w drugiej rundzie na Bellator Champions Series 3 w dniu 22 czerwca 2024. Dzięki tej wygranej, stanął do kolejnej walki z byłym mistrzem wagi piórkowej, A.J. McKee, na gali PFL Super Fights: Battle of the Giants 19 października 2024. Wygrał walkę przez niejednogłośną decyzję.
25 stycznia 2025 w walce wieczoru gali PFL Road to Dubai Champions Series: Nurmagomedov vs. Hughes zmierzył się z niepokonanym Usmanem Nurmagomiedowem o mistrzostwo Bellator MMA w wadze lekkiej. Przegrał walkę przez większościową decyzję sędziów, którzy punktowali 2 x 48-46, 47-47.
Kolejną walkę stoczył podczas wydarzenia PFL Europe 2025: First Round 1 w Belfaście, w dniu 10 maja 2025. Jego rywalem był Brazylijczyk, Bruno Miranda. Zwyciężył przez techniczny nokaut na początku pierwszej rundy.

## Osiągnięcia

### Mieszane sztuki walki
- Cage Warriors
  - 2021: Tymczasowy mistrz Cage Warriors w wadze piórkowej
  - 2022: Mistrz Cage Warriors w wadze piórkowej

- Cage Conflict
  - 2019: Mistrz Cage Conflict w wadze piórkowej
  - 2019: Mistrz Cage Conflict w wadze lekkiej

## Lista zawodowych walk MMA
| Wynik     | Bilans | Przeciwnik (bilans przed walką)  | Rozstrzygnięcie                  | Runda | Czas | Rozgrywki                                                   | Data       | Miejsce    | Uwagi                                                                                                 |
| --------- | ------ | -------------------------------- | -------------------------------- | ----- | ---- | ----------------------------------------------------------- | ---------- | ---------- | --- |
| Wygrana   | 14-2   | Bruno Miranda (17-5)             | TKO (ciosy w parterze)           | 1     | 0:42 | PFL Europe 2025: First Round 1                              | 10.05.2025 | Belfast    | Main Event                                                                                            |
| Przegrana | 13-2   | Usman Nurmagomiedow (18-0. 1 NC) | Decyzja (większościowa)          | 5     | 5:00 | PFL Road to Dubai Champions Series: Nurmagomedov vs. Hughes | 25.01.2025 | Dubaj      | Pojedynek o pas mistrzowski Bellator MMA w wadze lekkiej. Main Event                                  |
| Wygrana   | 13-1   | AJ McKee Jr. (22-1)              | Decyzja (większościowa)          | 3     | 5:00 | PFL Super Fights: Battle of the Giants                      | 19.10.2024 | Rijad      | Debiut w PFL.                                                                                         |
| Wygrana   | 12-1   | Bobby King (12-6)                | TKO (ciosy pięściami i łokciami) | 2     | 4:50 | Bellator Champions Series 3: Jackson vs. Kuramagomedov      | 22.06.2024 | Dublin     | Debiut w Bellator MMA. co-Main Event.                                                                 |
| Wygrana   | 11-1   | Fabiano Silva (34-15-1)          | TKO (łokcie)                     | 1     | 4:37 | Cage Warriors 170                                           | 06.04.2024 | Dublin     | Pojedynek w limicie umownym -72, 5 kg. co-Main Event.                                                 |
| Wygrana   | 10-1   | Jan Quaeyhaegens (11-3)          | KO (lewy hak)                    | 1     | 2:47 | Cage Warriors 161                                           | 14.10.2023 | Dublin     | Powrót do kategorii lekkiej. Main Event.                                                              |
| Wygrana   | 9-1    | Jordan Vucenic (9-1)             | Decyzja (jednogłośna)            | 5     | 5:00 | Cage Warriors 145                                           | 04.11.2022 | Londyn     | Zdobył pas mistrzowski Cage Warriors kategorii piórkowej. Main Event.                                 |
| Wygrana   | 8-1    | Morgan Charrière (15-8-1)        | Decyzja (większościowa)          | 5     | 5:00 | Cage Warriors 128                                           | 01.10.2021 | Londyn     | Zdobył tymczasowy pas mistrzowski Cage Warriors kategorii piórkowej. Main Event.                      |
| Wygrana   | 7-1    | James Hendin (5-0)               | Decyzja (jednogłośna)            | 3     | 5:00 | Cage Warriors 120                                           | 18.03.2021 | Londyn     | co-Main Event.                                                                                        |
| Przegrana | 6-1    | Jordan Vucenic (6-1)             | Decyzja (niejednogłośna)         | 3     | 5:00 | Cage Warriors 119: The Trilogy Strikes Back 3               | 12.12.2020 | Londyn     | |
| Wygrana   | 6-0    | Aidan Stephen (7-2)              | Poddanie (duszenie zza pleców)   | 3     | 4:21 | Cage Warriors 116                                           | 11.08.2020 | Manchester | Powrót do kategorii piórkowej. co-Main Event.                                                         |
| Wygrana   | 5-0    | Youri Panada (4-1)               | KO (wysokie kopnięcie na głowę)  | 2     | 2:33 | Cage Warriors 112                                           | 07.03.2020 | Manchester | Pojedynek w limicie umownym -68 kg.                                                                   |
| Wygrana   | 4-0    | Kalifa Seydi (2-0)               | Poddanie (duszenie zza pleców)   | 1     | 1:43 | Cage Conflict 2: Hellraiser                                 | 26.10.2019 | Belfast    | Zdobył inauguracyjny pas mistrzowski Cage Conflict wadze lekkiej. Debiut w wadze lekkiej. Main Event. |
| Wygrana   | 3-0    | Mateusz Makarowski (4-2)         | Poddanie (duszenie zza pleców)   | 1     | 2:34 | Cage Warriors: Unplugged 2                                  | 06.09.2019 | Londyn     | Debiut w Cage Warriors. Pojedynek w limicie umownym -74 kg.                                           |
| Wygrana   | 2-0    | Stephen O'Neill (0-0)            | TKO (ciosy pięśćiami)            | 1     | 3:00 | Cage Conflict 1                                             | 09.03.2019 | Belfast    | Zdobył inauguracyjny pas mistrzowski Cage Conflict wadze piórkowej. Main Event.                       |
| Wygrana   | 1-0    | Adam Gustab (2-0)                | TKO (ciosy pięściami)            | 1     | 1:32 | BAMMA 28                                                    | 24.02.2017 | Belfast    | Debiut w zawodowym MMA i w wadze piórkowej.                                                           |